# Emily O'Brien
Emily Roya O'Brien (Bedfordshire, 28 maggio 1985) è un'attrice e scrittrice britannica.
È famosa per aver interpretato Jana Hawkes in Febbre d'amore e di Gwen Rizczech e Theresa Donovan in Il tempo della nostra vita.

## Biografia
Emily O'Brien è nata a Bedfordshire in Inghilterra ed è la figlia di Michael O'Brien e Flora O'Brien. Ha una sorella di nome Natalie. La O'Brien si è diplomata nel 2003 presso la Carlsbad High School. Nel 2005 ha preso una specializzazione in teatro dove poi nello stesso anno si è laureata.

### Attrice
La sua svolta come attrice arriva quando nel 2006 entra nel cast della soap opera Febbre d'amore nel ruolo di Jana Hawkes dove rimane fino al 2011. Nel 2020 entra nel cast principale della soap opera Il tempo della nostra vita (Days of Our Lives) nel ruolo di Gwen Rizczech. Nel 2023 esce da quel ruolo per prendere quello di Theresa Donovan sostituendo Jen Lilley nella stessa soap restando nel ruolo fino al 2024 riprendendo brevemente il ruolo nel 2025. Nel 2025 torna nella soap riprendendo il ruolo di Gwen Rizczech a luglio 2025.

## Filmografia

### Cinema
- Séance (2006)
- Coma (2011)
- New Glasses (2010)
- Matchup (2011)
- Beatrice (2011)
- SuperWannabeHeroes (2012)
- Edgar Allan Poe's the Cask (2014)
- Pernicious (2014)
- The Janus Project Preview (2014)
- On the Run (2014)
- Restoration (2016)
- Honey Jar: Chase for the Gold (2016)
- The Bad Batch (2016)
- The Bigfoot Project (2017)
- Tom & Jerry: Willy Wonka e la fabbrica di cioccolato (2017)
- Get Married or Die (2018)
- Too Close (2018)
- Vampire Dad (2018)
- Dangerous Matrimony (2018)
- Constantine: City of Demons – The Movie (2018)
- Iris (2019)
- Dagon Troll World Chronicles (2019)
- The Cloud (2019)
- Mortal Kombat Legends: Battle of the Realms (2021)
- Il mostro dei mari (film 2022)

### Televisione
- A proposito di Brian - serie TV, 1 episodio (2006)
- Febbre d'amore - soap opera (2006-2011)
- Rock in a Hard Place - serie TV (2016)
- Giorno per giorno - serie TV, 1 episodio (2017)
- Constantine: City of Demons - serie TV, 2 episodi (2018-2019)
- Love, Death & Robots - serie TV, 2 episodi (2019-2021)
- Beautifully Flawed - film TV (2019)
- Il tempo della nostra vita - soap opera (2020-in corso)

### Videogiochi
- Bridget Strand (giovane)/ Amelie in Death Stranding
- Saints Row (2022) (voce giocatore 6)

## Doppiatrici italiane
- Eleonora Reti in Death Stranding[1]